# Roccastrada
Roccastrada este o comună în Provincia Grosseto, Toscana din centrul Italiei. În 2011 avea o populație de  9.398 de locuitori.

## Demografie
Roccastrada - evoluția demografică

|  | Graficele sunt indisponibile din cauza unor probleme tehnice. Mai multe informații se găsesc la Phabricator și la wiki-ul MediaWiki. |

Date: Recensăminte sau birourile de statistică - grafică realizată de Wikipedia